# كارثة ملعب بيرو الوطني
كارثة ملعب بيرو الوطني وتعرف باسم كارثة ليما لكرة القدم وقعت في 24 مايو 1964 وهي أكبر كارثة في تاريخ كرة قدم حتى الآن. حدثت في ملعب بيرو الوطني خلال مباراة بين منتخب البيرو والأرجنتين، أثار قرار من الحكم غضب جماهير البيرو الذين قرروا اقتحام الملعب. وردت الشرطة بإطلاق الغاز المسيل للدموع على الحشد، مما تسبب في تدافع جماعي. تسبب الحادث في مقتل 328 مشجع وإصابة 500 شخص.